# Andreas Wels
Andreas Wels (* 1. Januar 1975 in Schönebeck) ist ein ehemaliger deutscher Wasserspringer. Er gewann insgesamt 13 Medaillen bei Schwimmweltmeisterschaften, Schwimmeuropameisterschaften und Olympischen Spielen.

## Sportliche Karriere
Der für den SV Halle startende Andreas Wels gewann seinen ersten internationalen Titel 1997 in Sevilla als Europameister im Kunstspringen vom 1-Meter-Brett, vom 3-Meter-Brett gewann er Silber. 1999 wurde er in Istanbul Vizeeuropameister vom 1-Meter-Brett. Bei der Europameisterschaft 2002 in Berlin gewann er vom 3-Meter-Brett Silber, 2004 in Madrid Gold. Wels nahm an drei Olympischen Spielen teil: 1996 wurde er in Atlanta Zwölfter, 2000 in Sydney Zehnter und 2004 in Athen 23. Dafür erhielt er am 16. März 2005 das Silberne Lorbeerblatt.
1999 wurde er zudem Vizeweltcupsieger vom 3-Meter-Brett.
Auch im Synchronspringen vom 3-Meter-Brett konnte er mit seinem Partner Tobias Schellenberg große Erfolge erringen. Ihr erster großer Erfolg war der Titelgewinn bei der Europameisterschaft 2000 in Helsinki, den sie 2006 in Budapest wiederholen konnten. Ihr größter Erfolg war aber die Silbermedaille bei den Olympischen Spielen 2004 in Athen. Diesen Platz konnten sie ein Jahr später bei den Weltmeisterschaften in Montreal verteidigen. Hinzu kommen noch EM-Silber 2002 in Berlin sowie WM-Bronze 2003 in Barcelona und 2007 in Melbourne. Im Juni 2008 wurde er in Eindhoven noch einmal mit seinem Synchronpartner Vizeeuropameister.
Ende 2008 beendete Wels seine aktive Laufbahn.

## Berufliche Karriere
Nach seiner sportlichen Karriere wurde Andreas Wels 2009 Nachwuchstrainer am Bundesstützpunkt Wasserspringen Halle. Nach einem Lehramtsstudium an der Martin-Luther-Universität wechselte er im Anschluss an das Referendariat in den Fächern Deutsch und Sport 2012 in den Schuldienst und ist bis dato Lehrer am Sportgymnasium Halle.

## Politische Karriere
Bei den Kommunalwahlen 2019 und 2024 wurde Wels in den halleschen Stadtrat gewählt. Er gehört als Fraktionsvorsitzender der Stadtratsfraktion Hauptsache Halle an und ist 2. Vorsitzender des Vereins Hauptsache Halle. Im Oktober 2024 hat ihn die Mitgliederversammlung der Wählergemeinschaft Hauptsache Halle einstimmig zu ihrem Kandidaten für die Wahl des Oberbürgermeisters im Februar 2025 bestimmt.

## Sonstiges

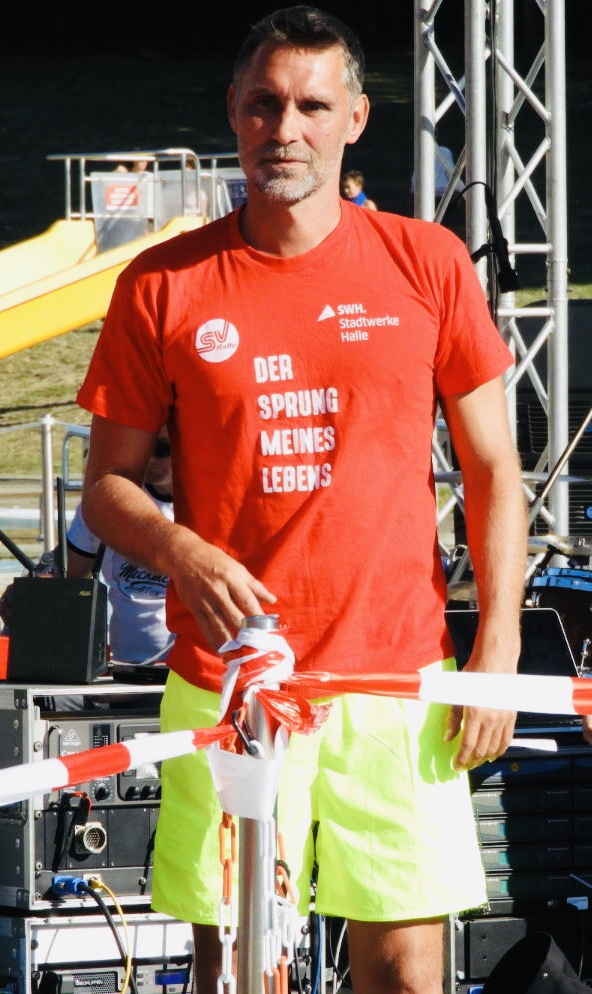
Andreas Wels 2018

Seit 2016 organisiert Andreas Wels im Nordbad in Halle (Saale) das Prominentenspringen Der Sprung meines Lebens by Andreas Wels. Teilnehmer waren z. B. der Großmeister Chu Tan Cuong, die älteste Wettkampfturnerin der Welt Johanna Quaas, Parakanute Ivo Kilian, Boxer Graciano Rocchigiani, Melanie Müller und Schwimmweltmeister Paul Biedermann. 2020 fiel das Prominentenspringen wegen der Corona-Pandemie aus.